# Louise Bouteiller
Pour les articles homonymes, voir Bouteiller.
Louise Bouteiller, dite aussi Louise de Bouteiller, née en 1783 à Paris et morte dans la même ville le 23 juin 1828, est une artiste peintre et lithographe française du début du XIXe siècle. Élève de Pierre Bouillon, elle expose au Salon de 1810 à 1827. Nommée en 1824 directrice de dessin et de peinture à la Maison d'éducation de la Légion d'honneur de Saint-Denis, elle est surtout aujourd'hui connue pour ses portraits du général vendéen Louis de Frotté et de Césarine d'Houdetot, baronne de Barante.

## Biographie
D'une famille nantaise, Louise Bouteiller est la fille du négociant Guillaume Jacques Bouteiller, bourgeois de Paris, et de Marie Louise Thérèse Drouin. Elle est la petite-fille de Louis Drouin, la nièce de Charles François Bouteiller et la tante d'Henriette Browne (Sophie de Bouteiller) [réf. souhaitée].
Louise Bouteiller est élève de Pierre Bouillon et devient professeur à la Maison royale de Saint-Denis .
Au Salon de Paris, elle obtient en 1814 une médaille de deuxième classe, et en 1817, une médaille de première classe. Elle réalise de nombreux portraits, notamment de Louis XVIII et de la duchesse d'Angoulême.
Elle meurt le 23 juin 1828 à Paris, dans le 2e arrondissement.

## Œuvres

### Salons
Œuvres non localisées, sauf mention contraire.
- 1810 : 
  - Etudes. Portraits d’hommes (no 121)
- 1814 :
  - Charles VII — Explication du livret : « Prêt à partir pour aller combattre les Anglais, il fait lire à Agnès Sorel ces vers qu’il vient de tracer avec la pointe de son épée. Gente Agnès qui tant loin m’évance, Dans le mien cuer demorera / Plus que l’Anglois en nostre France! » (no 146)
  - Plusieurs portraits, même numéro (no 147)
- 1817 :
  - Portrait en pied de Sa Majesté (no 111), peint pour la chambre de commerce de Nantes
  - Portrait de Mme la marquise de M. (no 112)
- 1819
  - Portrait de S. A. R. Madame, Duchesse d’Angoulême (no 160)
  - Portrait de Mme *** (no 161)
  - Portrait de Mylady *** (no 162)
  - Portrait du général *** (no 163)
- 1822
  - Portrait en pied de Mme *** (no 156)
  - Portrait de feu M. *** Conseiller à la cour de Cassation (no 157)
  - Portrait en pied de M. le général Frotté (no 158), huile sur toile, 216 × 141 cm, commandé par Louis XVIII en 1821 avec une série de généraux vendéens pour décorer la salle des gardes du roi au château de Saint-Cloud, déposé au musée d'Art et d'Histoire de Cholet depuis 1914[6],[7].
  - Un portrait (no 159)
- 1824
  - Plusieurs portraits, même numéro (no 242)
- 1827
  - Mme de la Fonchais, née Desilles (no 154) — Commentaire du livret : « Cette dame est la soeur de Desilles, qui, en 1790, périt à Nancy. Condamnée à mort sous le nom et à la place de sa belle-soeur, elle se dévoua pour la sauver. »
  - Portrait de Larive, ancien acteur du Théâtre-Français (no 155)
  - Portrait en pied de S. A. R. madame la Dauphine (no 1610)

### Galerie d'images

Œuvres de Louise Bouteiller
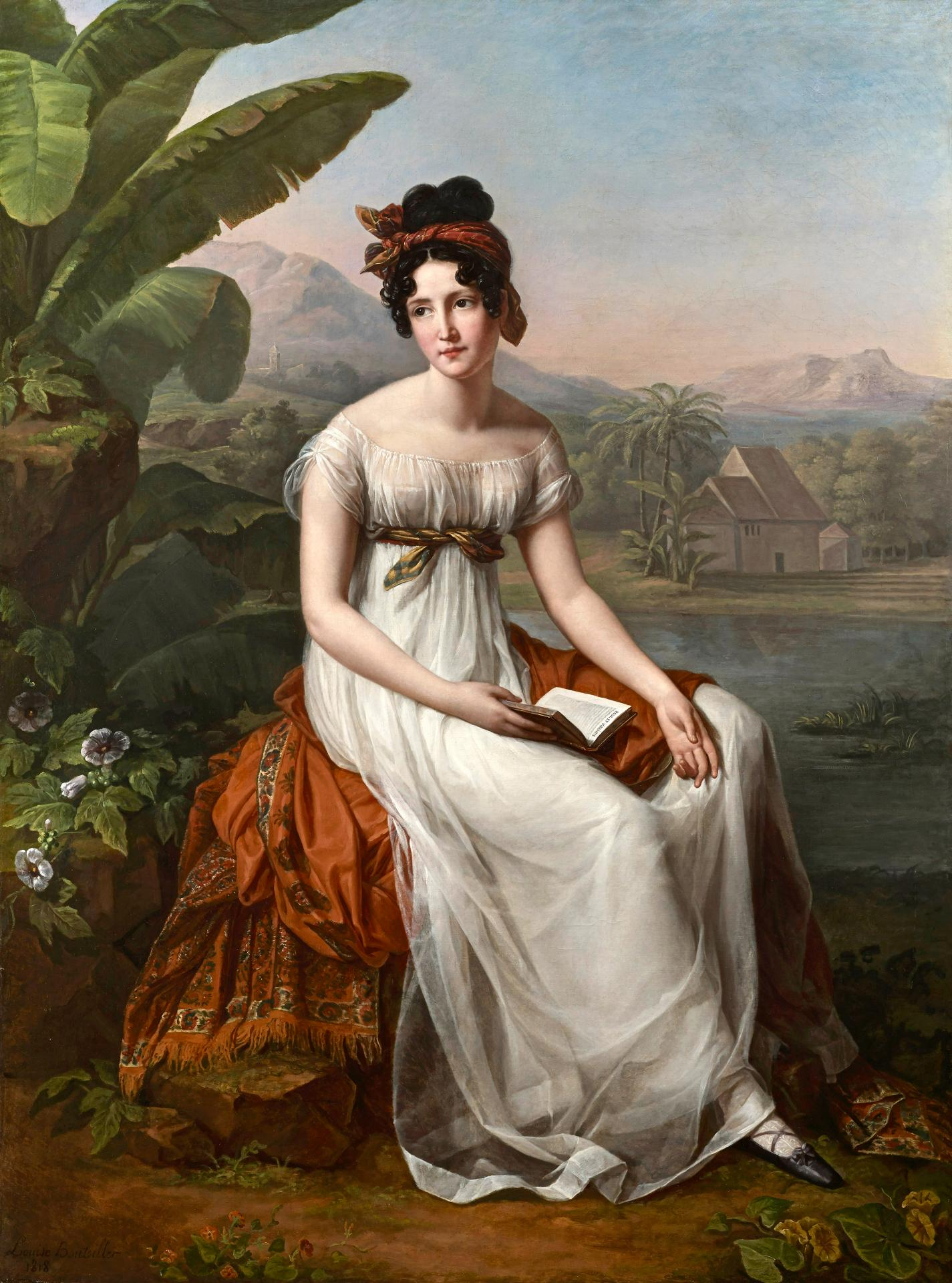
Césarine d'Houdetot, baronne de Barante (1818), Melbourne, National Gallery of Victoria.
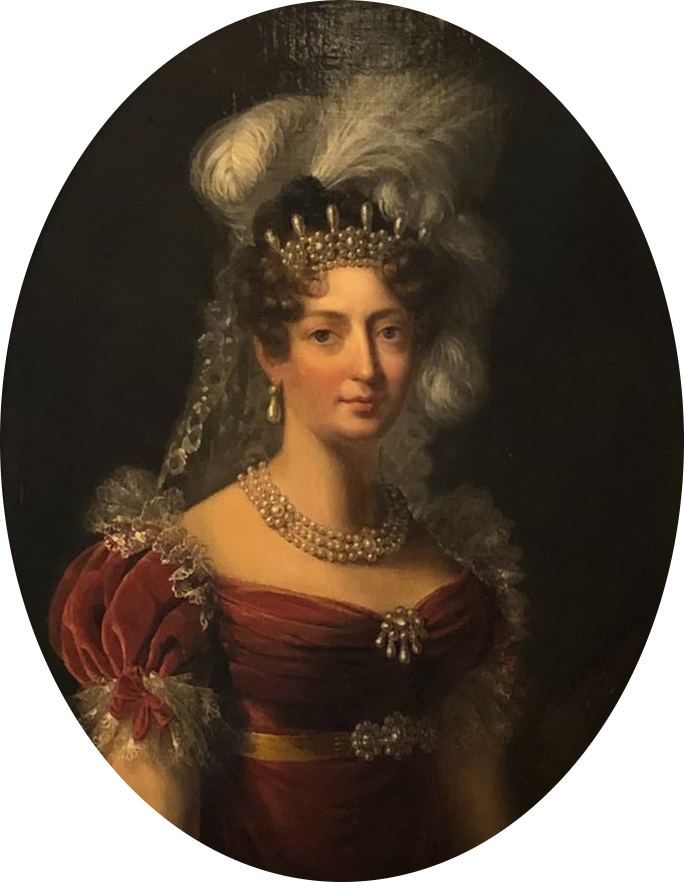
Portrait de la duchesse d'Angoulême, Salon de 1819, collection privée
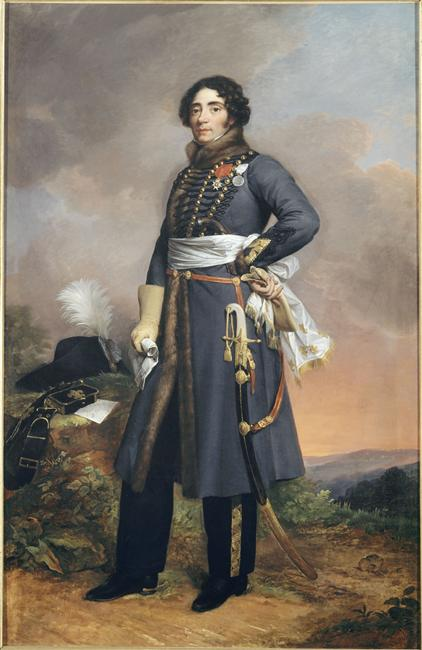
Louis de Frotté (1755-1800), général vendéen (1822), musée d'Art et d'Histoire de Cholet.
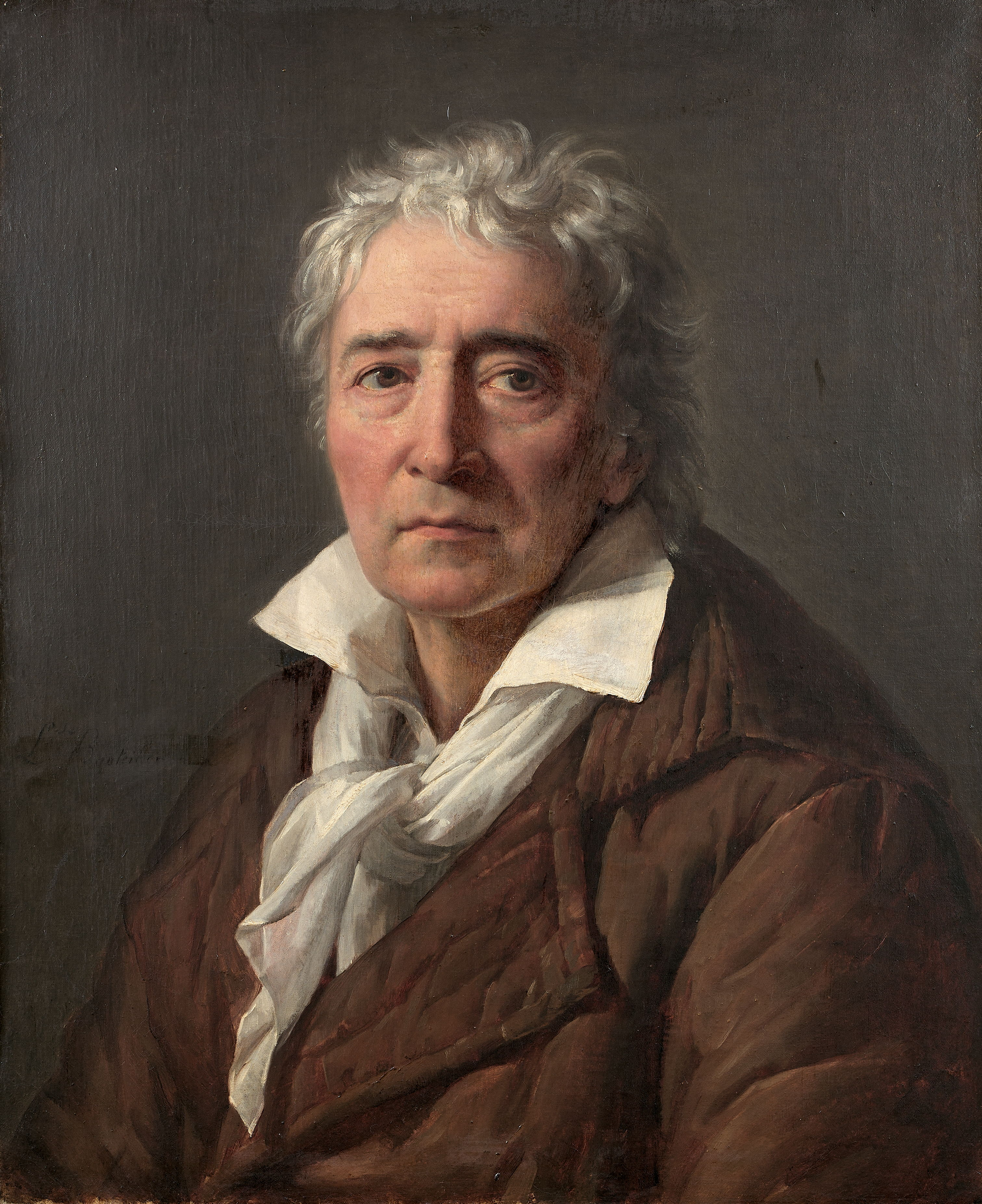
Portrait d'homme en veste brune et écharpe blanche
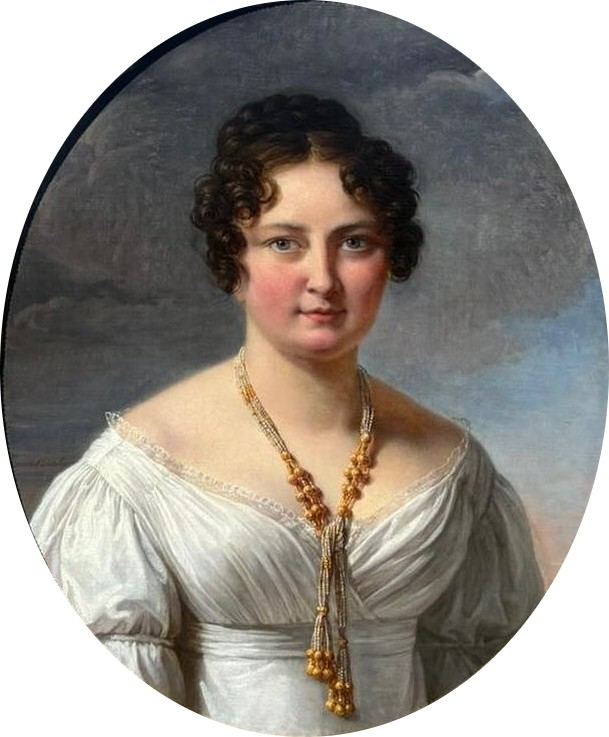
Portrait d'Eugénie de Castella de Barlens
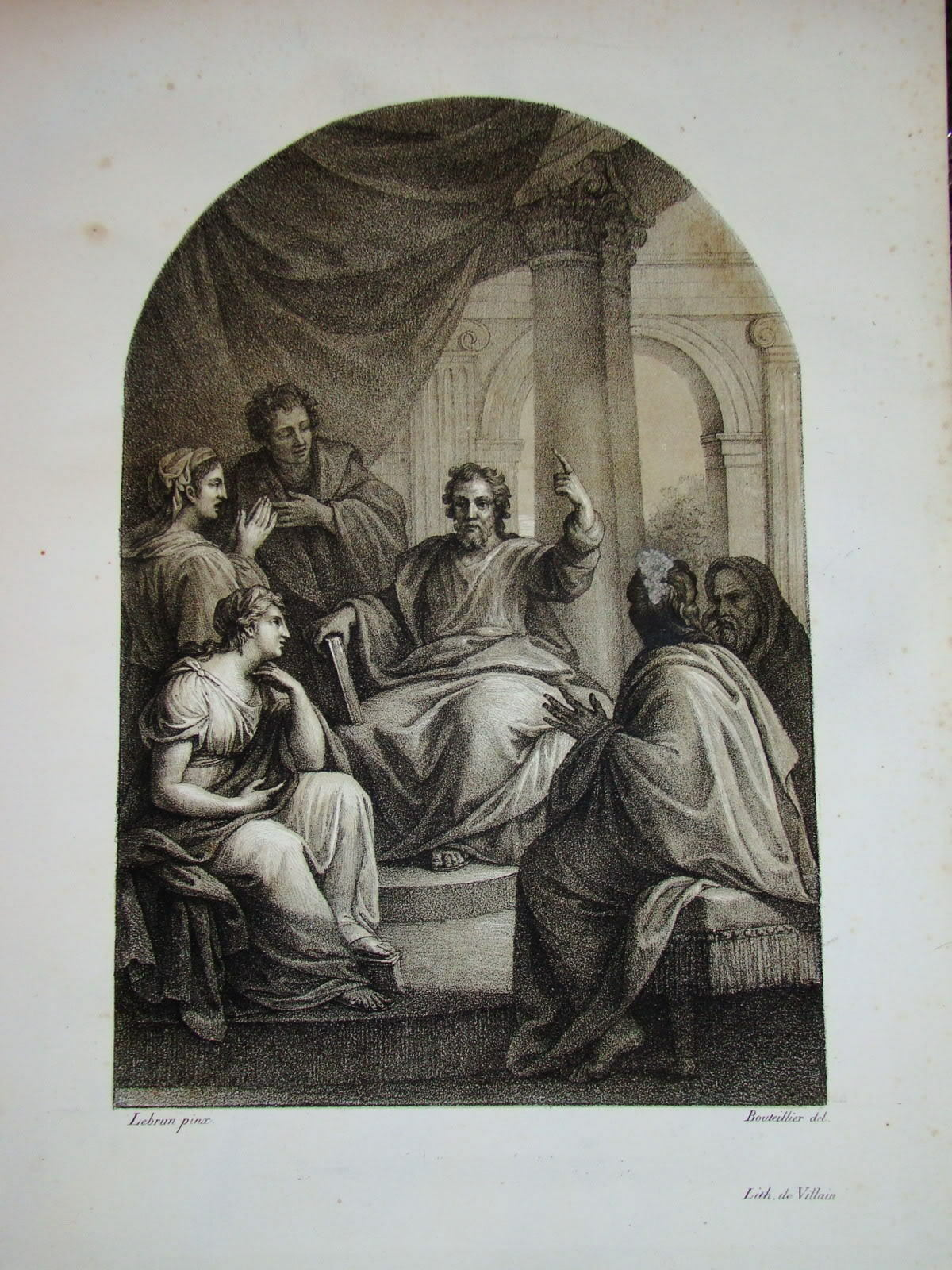
Saint Taraise, patriarche de Constantinople (1825), lithographie d'après Charles Le Brun.